# Harly
Harly är en kommun i departementet Aisne i regionen Hauts-de-France i norra Frankrike. Kommunen ligger  i kantonen Saint-Quentin-Sud som ligger i arrondissementet Saint-Quentin. År 2022 hade Harly 1 563 invånare.

## Befolkningsutveckling
Antalet invånare i kommunen Harly
Referens: INSEE